# Colonel Claypool's Bucket of Bernie Brains
Colonel Claypool's Bucket of Bernie Brains (C2B3) foi uma banda experimental formada pelo Les Claypool (vocal e baixo), Buckethead (guitarra), Bernie Worrell (teclado) e Bryan "Brain" Mantia (bateria).

## História
Les Claypool, baixista de muitas bandas, incluindo Primus, colaborou com o guitarrista Buckethead, o tecladista funk Bernie Worrell, e integrante e baterista da banda Primus Brain (Bryan "Brain" Mantia) sobre o nome de Colonel Claypool's Bucket of Bernie Brains (uma combinação dos nomes dos integrantes da banda), depois deles terem se conhecido em 2002 no Bonnaroo Music and Arts Festival. Worrell, Brain e Buckethead foram tocar em um show com Bill Laswell do Praxis. Laswell não poderia tocar neste show, então Claypool convidou ele. Até este momento, eles desenvolveram um conceito de "superbanda". Seus shows foram improvisados porque eles não tinham ensaiado anteriormente. Em um de seus shows, eles preparam sanduíches em cima do palco para a platéia comer.
Colonel Claypool's Bucket of Bernie Brains se reuniram em 2004 para gravar o The Big Eyeball in the Sky, um álbum com músicas com partes intrumentais e vocais. A banda começou em uma tuirnê por 18 estados nos Estados Unidos em 24 de Setembro de 2004. O álbum apresentava um convidado, a multi-talentosa Gabby La La no vocal e na sitar. Ela fazia a abertura de todos os shows durante a turnê de 2004 apresentando-se sozinha, ou algumas vezes com membros do C2B3.

## Integrantes
- Les Claypool - vocal, baixo
- Buckethead - guitarra
- Bryan "Brain" Mantia - bateria
- Bernie Worrell - teclado

### Álbuns de estúdio
- 2004 - The Big Eyeball in the Sky

### Turnê completa de 2004
- 2004 - Downloads de shows ao vivo na página oficial 
(No formato MP3 ou FLAC)

### Coletâneas
- 2003 - Bonnaroo, Vol. 2 
(Apresentando a música ao vivo "Number Two")
- 2004 - Concrete Corner: October Sampler 2004 
(Apresentando a música "Junior")

## Videografia
- 2003 - Bonnaroo Music Festival 2002 
(Apresentando a única performance da música "Number Two".)
- 2005 - Les Claypool - 5 Gallons of Diesel 
(Apresentando 4 músicas ao vivo: "Opening Jam," "Encore Jam," "Tyranny of the Hunt," e "Scott Taylor".)